# Sepang
Sepang è una città e un distretto della Malaysia, situata nella parte meridionale dello stato di Selangor. Il distretto è forse più noto come la località ospitante del Gran Premio della Malesia nel Circuito di Sepang per l'appunto, e anche per l'Aeroporto di Kuala Lumpur che serve la città di Kuala Lumpur.
Bagan Lalang, nel distretto di Sepang, è una famosa meta turistica; è considerata una delle principali attrazioni dell'intera Malesia.
Il distretto di Sepang è anche famoso per la città di Cyberjaya, che è anche conosciuta come la Silicon Valley della Malesia. Attualmente, oltre 250 società multinazionali si trovano in Cyberjaya. Il capoluogo del distretto di Sepang è Salak Tinggi.